# Zetel
Zetel är en kommun i distriktet Friesland på den ostfriesiska halvön i den nordvästtyska delstaten Niedersachsen. Kommunen har cirka kommun invånare. Liksom grannkommunen Bockhorn ingår Zetel i det historiska landskapet Friesische Wehde (frisiska skogen). Zetel tillhör geografiskt Ostfriesland, men historiskt-kulturellt Oldenburger Land.

## Geografi
Zetel ligger på det nordtyska låglandet vid havsbukten Jadebusen, Nordsjön. Kommunens äldsta delar ligger inom landskapstypen geest. En stor del av de övriga delarna utgörs av lågt liggande marskland. Inom kommunen finns ett antal skogsområden, vilket är ovanligt för denna del av den ostfriesiska halvön. I sydvästra Zetel finns stora myrområden.
I kommunen finns resterna av det stora skogsområdet Friesische Wehde, nämrligen urskogen Neuenburger Urwald. Det är en blandskog som står under naturskydd. Träden i skogen är uppemot 500 år gamla. Redan år 1654 beslutade greve Anton Günther av Oldenburg att skogsområdet inte skulle brukas utan i stället bevaras för eftervärlden.
Zetel gränsar till Bockhorn i öster, Sande i norr, Friedeburg i väster och Uplengen i söder. Närmaste större städer är Wilhelmshaven, Oldenburg och Emden.

## Historia
Området runt Zetel har en lång historia. Chauker levde förmodligen i området redan före vår tideräknings början.
Zetels äldsta byggnad, St. Martins-kyrkan, är från 1249 men rester av äldre kapell har hittats. Kyrkan är byggd på en konstgjord kulle (terp) till skydd mot översvämningar. Eftersom Zetels äldsta delar ligger på högt beläget geest-land (ca 15 meter över havet) har orten till skillnad från flertalet andra orter längs kusten inte drabbats av stormfloder från Nordsjön. Delar av den nuvarande kommunen har dock drabbats, exempelvis Ellens som på medeltiden tidvis var en ö. När en skyddsvall mot havet färdigställdes år 1615 kunde stora landområden nära kusten torrläggas.
Zetel ligger i gränslandet mellan Ostfriesland och det till Oldenburger Land hörande Jeverland. I slutet på 1400-talet fick Jever/Oldenburg avträda Zetel till Ostfriesland, men 1517 blev Zetel åter en del av Oldenburg.
Är 1462 byggdes slottet i Neuenburg (Nigeborg) av en greve från Oldenburg. Slottet var ursprungligen en försvarsanläggning mot ostfriserna. Hästrasen oldenburgare avlades fram på slottet. Bland annat bodde diktaren Friedrich Leopold zu Stolberg-Stolberg på slottet i Neuenburg.
Zetel berördes inte nämnvärt av trettioåriga kriget. År 1807 blev Zetel och övriga Nordtyskland ockuperat av Napoleon. Under 1800-talets industrialisering växte tegelindustri fram i området, liksom väverier och textilindustri. År 1894 kom järnvägen till Zetel, men år 1954 lades sträckan Neuenburg - Zetel - Bockhorn - Varel ned.
Genom kommunreformen 1972 slogs Zetel samman med Neuenburg. Under åren 1977 till 1980 tillhörde kommunen distriktet Ammerland.

## Orter i Zetels kommun
Kommunens huvudort är Zetel. Därutöver består kommunen av följande orter: 

1. Astede
2. Astederfeld
3. Bohlenberge
4. Bohlenbergerfeld
5. Collstede
6. Driefel
7. Ellens
8. Fuhrenkamp
9. Neuenburg (plattyska: Neeborg)
10. Neuenburgerfeld
11. Ruttel
12. Ruttelerfeld
13. Spolsen
14. Schweinebrück
15. Klein Schweinebrück

## Näringsliv
Den tidigare dominerande textilindustrin lades ned på 1980-talet, men tegelindustrin finns fortfarande kvar. Turismen är en viktig näringsgren i framför allt Neuenburg som är en statligt erkänd kurort.
Zetel ligger vid motorväg A29 mellan Oldenburg och Wilhelmshaven. 

## Bilder
|                                                        |
| Slottet i Neuenburg med en skulptur av Leonard Wübbena |

|                                       |
| St. Martins-kyrkand i Zetel från 1249 |

|                       |
| Väderkvarnen i Ruttel |